# Valmont (película)
Valmont es un drama de 1989, dirigido por Miloš Forman, basado en la novela francesa Las amistades peligrosas, escrita por Pierre Choderlos de Laclos, de 1782. Fue adaptada por Jean-Claude Carrière, guionista habitual de Luis Buñuel. La interpretan Colin Firth, Annette Bening y Meg Tilly.
Valmont recibió críticas tibias y su funcionamiento comercial se vio perjudicado por la competencia de otra película mejor valorada, dirigida por Stephen Frears, basada en el mismo argumento (Dangerous Liaisons). A pesar de ello, recibió una nominación a los Oscar al Mejor Vestuario (Theodor Pištěk).

## Trama
La marquesa de Merteuil (Annette Bening) es una hermosa y rica viuda que descubre que su amante secreto, Gercourt (Jeffrey Jones), está comprometido. Merteuil descubre por su prima, Madame de Volanges (Siân Phillips), que la prometida de Gercourt no es otra que su hija de 15 años, Cécile (Fairuza Balk). Volanges confía a Merteuil que Gercourt eligió a Cécile porque ella se crio en un convento, lo que garantiza su castidad antes del matrimonio.
Airada por la pérdida de su amante y la ligereza de su carácter, Merteuil trama el modo de hacer que Cécile pierda su virtud a través de su amigo el vizconde de Valmont (Colin Firth), libertino como ella. Valmont declina el ofrecimiento, pues está tratando de seducir a Madame de Tourvel (Meg Tilly), una dama casada, invitada por la tía de él mientras su marido se encuentra de viaje. Merteuil reprende a Valmont por esa pretensión y los dos llegan a un trato: si Valmont tiene éxito en la cama de Madame de Tourvel, tendrá a Merteuil como premio; si fracasa, deberá ingresar en un monasterio.
Aunque Merteuil no tiene el encanto libertino de Valmont como ayuda, se entera de que el profesor de música de Cécile, el caballero de la orden de Malta Danceny (Henry Thomas), ha estado escribiéndole cartas de amor, y que Cécile también lo ama.
Merteuil convence a su prima de permitir que Cécile pase un tiempo con ella en el campo. Las dos se reúnen con Valmont en la residencia campestre de su tía, donde este coquetea con Cécile. Al mismo tiempo, Valmont no tiene éxito en sus numerosos intentos de cortejar a Tourvel, pues alguien la ha advertido de las intrigas y libertinaje del vizconde, y Tourvel regresa a París para escapar de su seducción. Merteuil sugiere a Valmont que ayude a Cécile a escribir una carta de amor para Danceny, en el transcurso de lo cual este consigue dar a Cécile su primera experiencia sexual. Cuando, asustada, se lo dice en confidencia a la marquesa, Merteuil la anima a casarse con Gercourt y a mantener a Danceny como su amante.
Valmont busca a Tourvel y ella se deja al fin seducir. Por la mañana, enamorada, ella va al mercado para prepararle el desayuno, pero a su regreso descubre que Valmont desapareció; una carta suya que encuentra sobre la cama le informa que a pesar de creer que podría cambiar, descubrió seguir siendo amante de la galantería. Pero Merteuil se niega a cumplir su apuesta y Valmont se enfurece con ella, iniciándose una guerra entre ambos.
Valmont convence a Cécile de explicarle a Danceny en una carta que Merteuil la había animado a casarse con Gercourt y a mantenerlo a él como amante.
Tourvel más tarde va al palacio de Valmont y pasa la noche allí. Al despertar, es él el que descubre que ella lo abandonó.
Después de leer la carta, Danceny visita a Merteuil y la obliga a redactar otra, retractándose. Decepcionado y dolido aún, Valmont visita a la marquesa: ésta le informa que Danceny ya conoce su traición en relación con Cécile, y que consecuentemente ella ha conseguido seducirlo.
Danceny desafía a Valmont a un duelo para la mañana siguiente. Valmont, quien había llevado flores a la casa de Tourvel para presenciar desde afuera cómo se reconciliaba con su esposo, decide embriagarse, por lo que pierde la vida a manos del chévalier, a pesar de que inicialmente este le había ofrecido no llevar a cabo el duelo, al ver las condiciones en que llegó el vizconde.
Cécile descubre estar embarazada de Valmont y se lo confiesa a su tía, quien se alegra sobremanera. La película termina con Tourvel llorándolo, y con la boda de Cécile y Gercourt, a la que asisten, entre otros, Danceny, quien coquetea con las jóvenes completamente restablecido de su mal de amores, y Merteuil, completamente sola.

### Variaciones respecto de la obra original
El guion difiere significativamente de la novela de Laclos: en ella, Cécile es violada por Valmont y sufre un aborto involuntario; en el filme se deja seducir de buen grado y asiste embarazada a su boda; las cartas entre Valmont y Merteuil que conducen a la caída de esta no se mencionan en la película y por ende Merteuil no cae en el descrédito (excepto ante los ojos de Cécile y de su madre); ella tampoco sufre la desfiguración física descrita por Laclos en el desenlace; el final de Madame de Tourvel es también menos trágico, pues en lugar de morir de pena con el corazón roto, es perdonada por su marido.

## Reparto
- Colin Firth como Valmont.
- Annette Bening como Merteuil.
- Meg Tilly como Madame de Tourvel.
- Fairuza Balk como Cecile de Volanges.
- Siân Phillips como Madame de Volanges.
- Jeffrey Jones como Gercourt.
- Henry Thomas como Danceny.
- Fabia Drake como Madame de Rosemonde.
- T. P. McKenna como Barón.
- Isla Blair como Baronesa.
- Ian McNeice como Azolan.
- Aleta Mitchell como Victoire.
- Ronald Lacey como José.
- Vincent Schiavelli como Jean.
- Sandrine Dumas como Martine.

### Doblaje en México
- Pedro D'Aguillon Jr. - Valmont
- Sylvia Garcel - Merteuil
- Araceli de León - Madame de Tourvel
- Laura Ayala - Cecile de Volanges
- Liza Willert - Madame de Volanges
- Alfonso Ramírez - Gercourt
- Ulises Maynardo Zavala - Chevaliére Donceny